# Studios Disney de 1989 à 1995
Pour un article plus général, voir Walt Disney Pictures.
Renaissance et Second âge d'or
Studios Disney de 1973 à 1988 Studios Disney de 1995 à 2005
L'histoire des Studios Disney de 1989 à 1995 est marquée par une renaissance et plusieurs succès dans le domaine de l'animation. Les origines de cette période sont à rechercher dans le changement de direction de la Walt Disney Company en 1984 et la volonté des nouveaux responsables de redorer le blason du studio. Le résultat est visible au travers des principales productions que sont La Petite Sirène (1989), La Belle et la Bête (1991), Aladdin (1992) et surtout Le Roi lion (1994), considéré par l'American Film Institute comme le 4e plus grand film d'animation de tous les temps dans son classement AFI's 10 Top 10.
La fin de la période du « Second Âge d'or » aussi appelée « Renaissance Disney » est assez floue et très subjective mais la sortie de Toy Story (1995) coproduit avec Pixar Animation Studios et la systématisation à partir de 1996 des suites des longs métrages d'animations marquent un profond changement pour le studio Disney. En parallèle les productions cinématographiques Disney d'après 1995 reçoivent des succès plus mitigés bien que certains films soient salués par la critique comme Fantasia 2000 (1999). Actuellement, La Princesse et la Grenouille (2009) est considérée comme la production de studio la plus moderne qui égalait l'animation, l'intrigue et la musique traditionnelles des films de cette époque. De plus, la fusion avec American Broadcasting Company en 1996 ajoute une importante production télévisuelle au studio qu'il convient donc de dissocier de la partie cinématographique.

## Historique

### 1984-1988: Genèse d'une renaissance
Après le décès de Walt Disney en 1966 et celui de son frère Roy O. Disney en 1971, la division des studios de la Walt Disney Productions passe sous la direction de Donn Tatum, Card Walker et Ron Miller (gendre de Walt). Alors que la critique et le public attendent le début du Second âge d'or de l'animation Disney avec Les Aventures de Bernard et Bianca (1977), le studio entre dans une phase de léthargie durant laquelle les longs métrages d'animation sortent à des intervalles irréguliers et n'engendrent pas de succès en salle. Un coup particulièrement dur est porté au studio Disney durant la production de Rox et Rouky (1981) quand l'animateur vétéran Don Bluth quitte Disney pour fonder un studio concurrent Don Bluth Productions, débauchant au passage neufs animateurs, dont Gary Goldman et John Pomeroy. Ce départ représente 17 % des animateurs et la production de Rox et Rouky en est retardée. Brisby et le Secret de NIMH produit par Don Bluth sort en 1982 et utilise un scénario rejeté par Disney pour son côté trop sombre.
En 1984, c'est la société Disney en entier qui est proche de sombrer face à une tentative d'OPA de Saul Steinberg quand Michael Eisner, ancien de Paramount Pictures est nommé directeur général exécutif, Frank Wells de Warner Bros. devient directeur général et Jeffrey Katzenberg (aussi de Paramount) prend la responsabilité des studios. Walt Disney Productions entame alors une profonde réorganisation avec des changements de noms.
En 1984, plusieurs animateurs de Walt Disney Pictures sont regroupés dans une entité spéciale, Walt Disney Television Animation, destinée à la production d'animations pour la télévision, sous la direction, de Gary Krisel. En 1985, pour faire de la place aux productions en prise de vue réelle (film et télévision), le département de l'animation déménage des studios de Burbank pour des locaux temporaires d'une friche industrielle de Glendale.
Après le mauvais résultat du film Taram et le Chaudron magique (1985) classé PG par la MPAA, l'avenir du studio est remis en question. Une solution qui va à l'encontre d'une règle interne vieille de 30 ans, passe par le transfert de l'activité à la division animation télévisée qui coûte moins cher. La première série est Les Gummi, principalement produite par Walt Disney Animation Japan diffusée dès 1985.
Roy Edward Disney, neveu de Walt et fils de Roy Oliver, persuade Michael Eisner de lui donner les rênes du département longs métrages avec l'espoir de faire survivre ce qu'il pense être le cœur de métier du studio, entité qui prend le nom en 1986 de Walt Disney Feature Animation pour la dissocier des productions télévisuelles.
En 1986, le studio produit Basil, détective privé tandis que Don Bluth sort Fievel et le Nouveau Monde dont le résultat en salle dépasse la production de Disney. Mais la qualité technique et le résultat commercial de Basil, détective privé même faible rétablit une certaine confiance de la direction de Disney dans la division animation. La fermeture de Walt Disney Feature Animation n'est plus à l'ordre du jour.
En 1988, Oliver et Compagnie de Disney sort le même weekend que Le Petit Dinosaure et la Vallée des merveilles, film de Don Bluth coproduit par Steven Spielberg et Universal Pictures. Le film d'Universal réalise un record de recettes en salles avec 7,526 millions d'USD et marque le début de la franchise à succès Le Petit Dinosaure. Malgré cela, Disney collabore avec Steven Spielberg et sort la même année Qui veut la peau de Roger Rabbit mêlant animation et prise de vue réelle. Le film est un succès tant auprès des critiques qu'auprès du public. Trois courts métrages avec Roger Rabbit sont aussi produits par Spielberg.

### 1989-1995: Retour des films à succès
En 1985, le studio lance plusieurs projets dont celui d'Oliver et Compagnie, de Qui veut la peau de Roger Rabbit ? et une adaptation de La Petite Sirène. L'adaptation de ce conte remonte aux années 1930 mais prend un tournant décisif quand le studio décide d'en faire une version proche des comédies musicales de Broadway. Le projet La Petite Sirène accélère en 1987 avec la participation des compositeurs Alan Menken et Howard Ashman. Qui veut la peau de Roger Rabbit ? est programmé pour fin 1988 tandis que La Petite Sirène doit être le film Disney de la fin d'année 1989.
À la fin des années 1980 et dans les années 1990, le studio Disney est la cible de plusieurs procès liés à la vente de vidéocassettes, la société n'ayant pas eu ni l'accord des ayants droit et ne les a pas rémunérés. Parmi les procès, Leonard Maltin cite Daniel P. Mannix l'auteur du roman Le Renard et le Chien courant sur lequel est basé Rox et Rouky, mais aussi Peggy Lee qui a prêtée sa voix à Darling dans La Belle et le Clochard (1955) ou l'Orchestre de Philadelphie qui a joué de nombreuses musiques de films (Voir Walt Disney Records: The Legacy Collection).
Peggy Lee entame son procès en 1988, un an après la sortie de La Belle et le Clochard en vidéo.
La Petite Sirène sort aux États-Unis le 14 novembre 1989 et un an plus tard en France mais devient un succès commercial et critique dépassant les recettes en salle de Charlie de Don Bluth sorti la même semaine et le record établi l'année précédente par Le Petit Dinosaure et la Vallée des merveilles. Le film est récompensé par deux Oscars pour la meilleure chanson pour Sous l'océan (Under the Sea) et meilleure musique de film ainsi qu'une nomination pour Embrasse-la (Kiss the Girl).
La première suite d'un long métrage produit par le studio sort l'année suivante avec Bernard et Bianca au pays des kangourous (1990) suite de Les Aventures de Bernard et Bianca (1977). Le film reçoit un accueil positif mais n'est pas un succès commercial au niveau de La Petite Sirène. Mais cette première initiative de produire des suites aux précédents films du studio aura un impact sur les productions du studio dès le milieu des années 1990.
En 1991, La Belle et la Bête sort sur les écrans et reçoit une nomination à l'Oscar du meilleur film et devient le premier film d'animation à atteindre le montant de recettes de 100 millions de dollars au Box office américain.
Aladdin et Le Roi Lion sortent respectivement en 1992 et 1994 et récoltent les nombres de recettes les plus élevés. Aladdin était le film d'animation le plus rentable à sa sortie le 11 novembre 1992, mais sera dépassé deux ans plus tard par Le Roi Lion qui deviendra le film d'animation le plus rentable de l'époque et reste aujourd'hui le film d'animation traditionnelle le plus rentable. Le Roi Lion est récompensé par deux Oscars pour la meilleure chanson pour L'amour brille sous les étoiles (Can You Feel the Love Tonight) et la meilleure musique de film et remporte trois Golden Globe pour le meilleur film, la meilleure chanson et la meilleure musique de film.
Le prochain film d'animation Disney, Pocahontas : Une Légende Indienne sort le 16 juin 1995 et reçoit un accueil mitigé de la part de la critique bien qu'il reçoit 141 millions de dollars de recettes et deux Oscars pour la meilleure chanson pour L'Air du vent (Colors of the Wind) et la meilleure musique.

## Productions

### Courts métrages d'animation
- Courts métrages éducatifs débutée en 1955 et se poursuivant jusqu'en 1995

### Longs métrages d'animation
- 1989 : La Petite Sirène
- 1989 : La Bande à Picsou, le film : Le Trésor de la lampe perdue
- 1990 : Bernard et Bianca au pays des kangourous
- 1991 : La Belle et la Bête
- 1992 : Aladdin
- 1994 : Le Roi lion
- 1995 : Dingo et Max

Productions entamées durant la période (associées à la « Renaissance de Disney »)
- 1995 : Pocahontas : Une légende indienne
- 1996 : Le Bossu de Notre-Dame
- 1997 : Hercule
- 1998 : Mulan
- 1999 : Tarzan
- 1999 : Fantasia 2000

### Longs métrages en prises de vues réelles
- 1989 : Chérie, j'ai rétréci les gosses
- 1991 : Croc-Blanc
- 1991 : Les Naufragés de l'île aux pirates
- 1991 : À cœur vaillant rien d'impossible
- 1991 : Les Aventures de Rocketeer
- 1992 : Chérie, j'ai agrandi le bébé
- 1992 : Les Petits Champions
- 1992 : Noël chez les Muppets
- 1993 : L'Incroyable voyage
- 1993 : Hocus Pocus : Les Trois Sorcières
- 1993 : Rasta Rockett
- 1994 : Les Petits Champions 2
- 1994 : Croc-Blanc 2 : Le Mythe du loup blanc
- 1994 : Super Noël
- 1995 : La Colo des gourmands
- 1995 : Le Maître des lieux
- 1995 : Les Légendes de l'Ouest

### Séries télévisées d'animation
- 1985-1991 : Les Gummi
- 1985-1986 : Les Wuzzles
- 1987-1989 : La Bande à Picsou (Duck Tales)
- 1988-1991 : Les Nouvelles Aventures de Winnie l'ourson (The New Adventures of Winnie the Pooh)
- 1989-1990 : Tic et Tac, les rangers du risque (Chip 'n' Dale Rescue Rangers)
- 1990-1992 : Super Baloo (TaleSpin)
- 1991-1993 : Myster Mask (Darkwing Duck)
- 1992-1993 : La Bande à Dingo (Goof Troops)
- 1992-1993 : Raw Toonage
- 1992-1994 : La Petite Sirène
- 1993-1995 : Bonkers
- 1993-1995 : Le Marsupilami
- 1994-1995 : Aladdin
- 1994-1997 : Gargoyles, les anges de la nuit
- 1995-1996 : The Schnookums and Meat Funny Cartoon Show (en)
- 1995-1998 : Timon et Pumbaa
- 1996-2000 : Pepper Ann
- 1998-1999 : Hercule

## Analyse
La Renaissance de Disney est une période allant de 1989 à 1999, durant laquelle le studio de production de longs métrages d'animation de Disney, nommé Walt Disney Feature Animation (renommé Walt Disney Animation Studios en 2006) fait montre d'un retour aux productions à succès dans les films avec des histoires connues qui restaurent l'intérêt du public et des critiques pour l'ensemble de la société Disney,.

### Documentaire
- Waking Sleeping Beauty, film de Don Hahn, Walt Disney Pictures, 2009, 86 minutes.